# Myuthafoo
Myuthafoo – siódmy album studyjny włoskiej kompozytorki Cateriny Barbieri, wydany przez nią 16 czerwca 2023 roku nakładem własnej wytwórni light-years jako digital download (6 plików FLAC) i płyta winylowa (w nakładzie ograniczonym do 500 kopii) oraz 27 lipca jako CD i płyta winylowa.

## Album

### Historia i muzyka
Barbieri skompilowała Myuthafoo z tych samych sesji nagraniowych, w trakcie których powstał jej album Ecstatic Computation z 2019 roku. Utwory zostały stworzone przy użyciu modularnego syntezatora Orthogonal 101. Album jest zwarty (obejmuje sześć utworów trwających zaledwie 32 minuty) i pozbawiony, w przeciwieństwie do Ecstatic Computation, partii wokalnych lub przypominających wokal. Jego tytuł, (a zarazem tytuł jednego z utworów), „Myuthafoo”  jest anagramem tytułu innego utworu, „Math Of You”.

### Lista utworów
Lista i informacje według Discogs:
| 1. | Memory Leak       | 1:18  |
|    |                   |       |
| 2. | Math Of You       | 5:40  |
|    |                   |       |
| 3. | Myuthafoo         | 7:00  |
|    |                   |       |
| 4. | Alphabet Of Light | 6:51  |
|    |                   |       |
| 5. | Sufyosowirl       | 5:53  |
|    |                   |       |
| 6. | Swirls Of You     | 5:35  |
|    |                   |       |
|    |                   | 32:17 |
|    |                   |       |
Wszystkie utwory zostały skomponowane, wyprodukowane i zmiksowane w Berlinie w 2018 roku.

### Informacje
- Caterina Barbieri – kompozycja, produkcja, miksowanie
- Rashad Becker – mastering
- zdjęcie – Camille Blake

## Odbiór

### Opinie krytyków
| Oceny łączne              | Oceny łączne |
| Publikacja                | Ocena        |
| ------------------------- | ------------ |
| Album of the Year         | 77/100       |
| Metacritic                | 80/100       |
| Recenzje                  |              |
| Publikacja                | Ocena        |
| AllMusic                  | [ 11 ]       |
| Pitchfork                 | 7.1/10       |
| Spectrum Culture          | 73 %         |
| The Sydney Morning Herald | [ 8 ]        |

Album otrzymał średnią ocenę 77 na 100 na podstawie 5 recenzji krytycznych w podsumowaniu Album of the Year oraz 80 na 100 na podstawie 4 recenzji krytycznych w podsumowaniu Metacritic.

„Myuthafoo” przedstawia ekosystem, w którym technologia i biologia są ze sobą powiązane, a przeszłość, teraźniejszość i przyszłość są częścią tej samej istotnej narracji.

W ocenie Paula Simpsona z AllMusic „Myuthafoo to siostrzany album Ecstatic Computation. Oba powstały mniej więcej w tym samym czasie i oba eksplorują ten sam typ głęboko wciągających, napędzanych sekwencerem kompozycji”.
Zdaniem Roberta Barry’ego z magazynu The Quietus „lśniące, ostre jak brzytwa linie dźwięku mogłyby równie dobrze być zaawansowanym technologicznie oświetleniem leśnej imprezy lub światłem Boga padającym na pochyloną głowę dziewicy Maryi w piętnastowiecznym ołtarzu Carlo Crivellego, Zwiastowanie ze św. Emidiuszem. Również postać artystki na okładce albumu nasunęła mu skojarzenia religijne: „Podobnie jak Matkę Boską, odkrywamy Barbieri na okładce albumu w przestrzeni wyłożonej drewnianymi panelami, z lekko pochyloną głową. Łapiemy ją w odbiciu, jej oczy oskarżycielsko wypatrują poza kadr w naszą stronę”. Album Cateriny Barbieri jest „pod wieloma względami głęboko klasycznym, a nawet barokowym albumem” – podsumowuje autor.
Marc Weidenbaum z Pitchforka ocenia, iż „w swojej najlepszej formie Barbieri nie tylko tworzy muzykę; jest czarodziejką, która pobudza nastrój”. Na poparcie tej tezy przytacza umiejętne stosowanie przez nią technik arpeggio i delay. Arpeggio dzieli akord na zapętlone sekwencje nut, a delay pozwala tym sekwencjom na siebie zachodzić. „Wiele utworów Myuthafoo sugeruje, że [artystka] wolałaby być syntezatorowym odpowiednikiem Franza Liszta lub Siergieja Rachmaninowa” – zauważa autor. 
Według Dasha Lewisa z magazynu Resident Advisor Myuthafoo „po raz kolejny udowadnia, że Barbieri jest wyjątkowym talentem w dziedzinie muzyki syntezatorowej, tworząc ogromne, onieśmielające, całkowicie pochłaniające dzieło”.
W opinii Shayan Ismaiel ze Spectrum Culture Myuthafoo „wskazuje na mistrza syntezatorów, który wyraźnie zna się na klasyce, czy to minimalizmie Laurie Spiegel, czy eterycznym techno Tangerine Dream. W dalszej części swojej analizy recenzentka zauważa, że „Twórczość Barbieri często była ekscytująca w odbiorze, podobnie jak najlepsze utwory Tangerine Dream czy Underworld, zespołów elektronicznych, które, podobnie jak Barbieri, miały osobisty interes w zacieraniu granic między muzyką pop, dance i eksperymentalną. Myuthafoo kontynuuje ten trend”.

### Listy tygodniowe
| Kraj            | Lista              | Pozycja |
| --------------- | ------------------ | ------- |
| Wielka Brytania | UK Download Albums | 63      |